# Kaloianovo, Sliven
Kaloianovo (în bulgară Калояново) este un sat în comuna Sliven, regiunea Sliven,  Bulgaria. 

## Demografie
Componența etnică a satului Kaloianovo
     Bulgari (51,04%)
     Romi (48,35%)
     Nicio identificare (0,59%)
     Altele (0%)
La recensământul din 2011, populația satului Kaloianovo era de 668 locuitori. Din punct de vedere etnic, majoritatea locuitorilor (51,04%) erau bulgari, cu o minoritate de romi (48,35%). Pentru 0,59% din locuitori nu este cunoscută apartenența etnică.